# Happier (Marshmello & Bastille)
Happier is een nummer uit 2018 van de Amerikaanse dj Marshmello en de Britse band Bastille.
Happier is een electropopnummer met poprock-invloeden. Het nummer werd een wereldwijde hit. Zo haalde het de 2e positie in het Verenigd Koninkrijk, en de 6e positie in de Amerikaanse Billboard Hot 100 en de Nederlandse Top 40. In de Vlaamse Ultratop 50 haalde het de 8e positie.

## Muziekvideo
Op 24 september 2018 werd er een muziekvideo op YouTube geplaatst voor dit nummer. Dit duurt 3 minuten en 53 seconden.